# Église Saint-Médard de Fontaine-lès-Clercs
L'église Saint-Médard est une église située à Fontaine-lès-Clercs, en France.

## Localisation
L'église est située sur la commune de Fontaine-lès-Clercs, dans le département de l'Aisne.